# Bait al-maldji
Le Bait al-maldji est le titre officiel porté par le ministre responsable des Domaines d'État de la régence d'Alger durant la période des deys. C'est l'un des cinq ministères du gouvernement des deys d'Alger,. Il est responsable du Domaine de l'État (makhzen) — et à ce titre, des droits dévolus au Trésor —, des successions vacantes, de l'enregistrement et des confiscations,.